# Ellen Schoenaerts
Ellen Schoenaerts (Wilrijk, 11 augustus 1981) is een Belgische muzikante en theatermaakster. Tevens schreef ze teksten voor muzikant Tom Pintens, haar ex-partner met wie zij in 2006 een zoon kreeg.
In 2013 maakte ze het het Nederlandstalige album 'Feiten', waarvoor ze werd geholpen door het Ellen Schoenaerts Kwartet (Tijs Delbeke, Ephraim Cielen, Liesa Van der Aa, Simon Lenski). Verder telt het album gastbijdragen van Tom Pintens, Hannes d’Hoine, Josse De Pauw, Eric Thielemans en Gregory Frateur. Het album was een reactie op de scheiding met Tom Pintens. Het album werd zeer goed ontvangen. Ron Rijghard van het NRC beschreef de plaat als "...een even verontrustend als opwekkend meesterwerk.".
In 2015 maakte ze de film Liebling.
In 2020 kwam haar tweede album uit: Vrijblijvend advies.
Schoenaerts is de kleindochter van Julien Schoenaerts en het nichtje van Matthias Schoenaerts.

## Discografie
- 2013 Feiten
- 2020 Vrijblijvend advies

## Films
- 2015 Liebling